# Âge tendre et tête de bois (album)
Pour les articles homonymes, voir Âge tendre et tête de bois (homonymie).
Albums de Gilbert Bécaud
Olympia 1966
(1966) Le Rideau rouge
(1968)
Âge tendre et tête de bois est une compilation de Gilbert Bécaud sorti en 1967. 
Ce 33 tours 30 cm (La Voix de son maître - FELP 322) contient Quand l'amour est mort, première fois présente sur un 30 cm.

## Face A
1. Tête de bois (Pierre Delanoë/Gilbert Bécaud) (1960)
2. Les Enfants oubliés (Louis Amade/Gilbert Bécaud) (1954)
3. Le Pays d'où je viens (Louis Amade/Gilbert Bécaud) (1956)
4. Mon ami m'a trahi (Pierre Delanoë/Gilbert Bécaud) (1955)
5. La Ville (Charles Aznavour/Gilbert Bécaud) (1957)
6. Le Jugement dernier (Pierre Delanoë/Gilbert Bécaud) (1962)
7. C'était moi (Maurice Vidalin/Gilbert Bécaud) (1960)

## Face B
1. Marianne de ma jeunesse (Louis Amade/Gilbert Bécaud) (1955)
2. Le Rideau rouge (Louis Amade/Gilbert Bécaud) (1959)
3. Pilou... Pilou... Hé (Louis Amade/Gilbert Bécaud) (1959)
4. Quand l'amour est mort (Pierre Delanoë/Gilbert Bécaud) (1961)
5. La Princesse de juillet (Louis Amade, Pierre Delanoë/Gilbert Bécaud) (1959)
6. L'Enterrement de Cornélius (Pierre Delanoë/Gilbert Bécaud) (1960)
7. Marie, Marie (Pierre Delanoë/Gilbert Bécaud) (1960)